# Marco Tumminello
Marco Tumminello (Erice, 6 novembre 1998) è un calciatore italiano, attaccante del Crotone.

## Carriera

### Club

#### Inizi e prestito al Crotone
Cresciuto nell'Asd Città di Trapani e successivamente nel Palermo, nel 2012 passa al settore giovanile della Roma.
Esordisce in Serie A il 6 gennaio 2016 sul campo del Chievo, entrando al 90º al posto di Alessandro Florenzi. Ottiene successivamente la sua seconda presenza con la maglia della Roma il 26 agosto 2017 nella sconfitta della squadra giallorossa contro l'Inter.
Il 31 agosto 2017, nell'ultimo giorno di calciomercato, passa in prestito sino al termine della stagione al Crotone. Segna il primo gol in Serie A con la squadra calabrese il 20 settembre 2017, nel 5-1 subito a Bergamo dall'Atalanta. Torna in campo il 4 aprile 2018, dopo un lungo infortunio, nella partita persa per 4-1 dal Crotone contro il Torino, firmando l'assist per il gol di Faraoni. Il 6 maggio torna a segnare nella sconfitta per 2-1 contro il Chievo. Il 20 maggio, all'ultima giornata di campionato, segna il suo terzo gol in campionato nella sconfitta (2-1) contro il Napoli.

#### Atalanta
Il 22 giugno 2018 Tumminello viene ceduto per 5 milioni di euro all'Atalanta: il contratto prevede per la Roma il diritto di riacquisto per le due stagioni seguenti. Fa il suo esordio con i nerazzurri il 26 luglio 2018, giocando gli ultimi minuti della partita del secondo turno preliminare di Europa League pareggiata per 2-2 in casa contro i bosniaci del Sarajevo; si tratta inoltre anche del suo esordio assoluto nelle competizioni UEFA per club.

#### Prestito al Lecce
Il 28 gennaio 2019 si trasferisce in prestito al Lecce, in Serie B. Esordisce l'11 febbraio nella sfida di campionato pareggiata 1-1 in trasferta a Venezia, subentrando nella ripresa ad Andrea La Mantia. Segna il primo e unico gol con i salentini il 13 aprile in casa contro il Carpi (4-1).

#### Pescara, S.P.A.L. e Reggina
Il 16 luglio 2019 l'Atalanta lo cede in prestito al Pescara in Serie B. Debutta l'11 agosto nella sfida di Coppa Italia col Mantova, aprendo le marcature su calcio di rigore. In campionato segna il primo gol col Pescara nella sfida casalinga col Pordenone del 1º settembre, vinta per 4-2. Il 15 settembre realizza una rete nella partita vinta 2-1 in trasferta contro il Cosenza, ma è nuovamente vittima di un grave infortunio al ginocchio sinistro.
Terminato il prestito a Pescara fa ritorno a Bergamo., Il 22 gennaio 2021, dopo non avere mai giocato coi bergamaschi, viene ceduto nuovamente in prestito in cadetteria, questa volta alla SPAL.
Il 17 agosto 2021 viene ceduto a titolo temporaneo alla Reggina. Con i reggini si sblocca il 15 febbraio 2022, andando a segno nel successo per 3-1 in casa della SPAL.

#### Ritorno a Crotone e prestito alla Gelbison
Il 17 agosto 2022 ritorna al Crotone dopo 5 anni, questa volta a titolo definitivo firmando un contratto fino al 2026. Dopo aver collezionato 13 presenze in rossoblù, il 20 gennaio 2023 passa in prestito alla Gelbison.L'anno seguente ritorna al Crotone. 

### Nazionale
Dopo aver militato nelle selezioni Under-15 ed Under-17, ha militato anche nelle altre nazionali giovanili fino all'Under-20.
Il 28 maggio 2018 riceve la prima convocazione con l'Under-21, per l'amichevole contro la Francia del giorno successivo, in sostituzione dell'infortunato Patrick Cutrone.
Esordisce con la nazionale Under-21 il 6 settembre 2019, nella partita amichevole contro la Moldavia vinta 4-0 a Catania nella quale realizza un gol dopo il suo ingresso in campo nella ripresa. Si ripete il 10 settembre, realizzando un gol nella gara valida per le qualificazioni all'Europeo 2021 vinta 5-0 contro il Lussemburgo.

## Statistiche

### Presenze e reti nei club
Statistiche aggiornate al 21 maggio 2025.
| Stagione        | Squadra         | Campionato      | Campionato | Campionato | Coppe nazionali | Coppe nazionali | Coppe nazionali | Coppe continentali | Coppe continentali | Coppe continentali | Altre coppe | Altre coppe | Altre coppe | Totale | Totale |
| Stagione        | Squadra         | Comp            | Pres       | Reti       | Comp            | Pres            | Reti            | Comp               | Pres               | Reti               | Comp        | Pres        | Reti        | Pres   | Reti   |
| --------------- | --------------- | --------------- | ---------- | ---------- | --------------- | --------------- | --------------- | ------------------ | ------------------ | ------------------ | ----------- | ----------- | ----------- | ------ | ------ |
| 2015-2016       | Roma            | A               | 1          | 0          | CI              | 0               | 0               | UCL                | 0                  | 0                  | -           | -           | -           | 1      | 0      |
| 2016-2017       | Roma            | A               | 0          | 0          | CI              | 0               | 0               | UCL+UEL            | 0                  | 0                  | -           | -           | -           | 0      | 0      |
| ago. 2017       | Roma            | A               | 1          | 0          | CI              | 0               | 0               | UCL                | 0                  | 0                  | -           | -           | -           | 1      | 0      |
| Totale Roma     | Totale Roma     | Totale Roma     | 2          | 0          |                 | 0               | 0               |                    | 0                  | 0                  |             | -           | -           | 2      | 0      |
| 2017-2018       | Crotone         | A               | 9          | 3          | CI              | 0               | 0               | -                  | -                  | -                  | -           | -           | -           | 9      | 3      |
| 2018-gen. 2019  | Atalanta        | A               | 2          | 0          | CI              | 0               | 0               | UEL                | 1                  | 0                  | -           | -           | -           | 3      | 0      |
| gen.-giu. 2019  | Lecce           | B               | 6          | 1          | CI              | 0               | 0               | -                  | -                  | -                  | -           | -           | -           | 6      | 1      |
| 2019-2020       | Pescara         | B               | 3          | 2          | CI              | 2               | 2               | -                  | -                  | -                  | -           | -           | -           | 5      | 4      |
| 2020-gen. 2021  | Atalanta        | A               | 0          | 0          | CI              | 0               | 0               | UCL                | 0                  | 0                  | -           | -           | -           | 0      | 0      |
| Totale Atalanta | Totale Atalanta | Totale Atalanta | 2          | 0          |                 | 0               | 0               |                    | 1                  | 0                  |             | 0           | 0           | 3      | 0      |
| gen.-giu. 2021  | SPAL            | B               | 5          | 0          | CI              | 0               | 0               | -                  | -                  | -                  | -           | -           | -           | 5      | 0      |
| 2021-2022       | Reggina         | B               | 14         | 1          | CI              | 0               | 0               | -                  | -                  | -                  | -           | -           | -           | 14     | 1      |
| 2022-gen. 2023  | Crotone         | C               | 13         | 0          | CI-C            | 2               | 0               | -                  | -                  | -                  | -           | -           | -           | 15     | 0      |
| gen.-giu. 2023  | Gelbison        | C               | 15+2       | 1+1        | CI-C            | -               | -               | -                  | -                  | -                  | -           | -           | -           | 17     | 2      |
| 2023-2024       | Crotone         | C               | 29+1       | 15         | CI+CI-C         | 1+1             | 1+1             | -                  | -                  | -                  | -           | -           | -           | 32     | 17     |
| 2024-2025       | Crotone         | C               | 30+5       | 15+1       | CI-C            | 2               | 1               | -                  | -                  | -                  | -           | -           | -           | 37     | 17     |
| Totale Crotone  | Totale Crotone  | Totale Crotone  | 81+6       | 34         |                 | 6               | 3               |                    | -                  | -                  |             | -           | -           | 93     | 37     |
| Totale carriera | Totale carriera | Totale carriera | 136        | 40         |                 | 8               | 5               |                    | 1                  | 0                  |             | -           | -           | 145    | 45     |

### Cronologia presenze e reti in nazionale
| Cronologia completa delle presenze e delle reti in nazionale ― Italia under 21 | Cronologia completa delle presenze e delle reti in nazionale ― Italia under 21 | Cronologia completa delle presenze e delle reti in nazionale ― Italia under 21 | Cronologia completa delle presenze e delle reti in nazionale ― Italia under 21 | Cronologia completa delle presenze e delle reti in nazionale ― Italia under 21 | Cronologia completa delle presenze e delle reti in nazionale ― Italia under 21 | Cronologia completa delle presenze e delle reti in nazionale ― Italia under 21 | Cronologia completa delle presenze e delle reti in nazionale ― Italia under 21 |
| Data                                                                           | Città                                                                          | In casa                                                                        | Risultato                                                                      | Ospiti                                                                         | Competizione                                                                   | Reti                                                                           | Note                                                                           |
| ------------------------------------------------------------------------------ | ------------------------------------------------------------------------------ | ------------------------------------------------------------------------------ | ------------------------------------------------------------------------------ | ------------------------------------------------------------------------------ | ------------------------------------------------------------------------------ | ------------------------------------------------------------------------------ | ------------------------------------------------------------------------------ |
| 6-9-2019                                                                       | Catania                                                                        | Italia under 21                                                                | 4 – 0                                                                          | Moldavia under 21                                                              | Amichevole                                                                     | 1                                                                              | 46’                                                                            |
| 10-9-2019                                                                      | Castel di Sangro                                                               | Italia under 21                                                                | 5 – 0                                                                          | Lussemburgo under 21                                                           | Qual. Europeo Under-21 2021                                                    | 1                                                                              | 61’                                                                            |
| Totale                                                                         |                                                                                | Presenze                                                                       | 2                                                                              |                                                                                | Reti                                                                           | 2                                                                              |                                                                                |

## Palmarès

### Club

#### Competizioni giovanili
- Campionato Allievi Nazionali: 1

Roma: 2014-2015
- Campionato Primavera: 1

Roma: 2015-2016
- Supercoppa Primavera: 1

Roma: 2016
- Coppa Italia Primavera: 1

Roma: 2016-2017